# Hășmașu Ciceului
Hășmașu Ciceului – wieś w Rumunii, w okręgu Bistrița-Năsăud, w gminie Uriu. W 2011 roku liczyła 257 mieszkańców.